# Écuires
Écuires é uma comuna francesa na região administrativa de Altos da França, no departamento de Pas-de-Calais. Estende-se por uma área de 9,15 km². Em 2010 a comuna tinha 730 habitantes (densidade: 79,8 hab./km²).